# ハイメ・セオアネ
ハイメ・セオアネ・バレンシアーノ（Jaime Seoane Valenciano、1997年1月22日 - ）は、スペイン・マドリード出身のサッカー選手。レアル・オビエド所属。ポジションはミッドフィールダー。

## クラブ経歴
レアル・マドリードの下部組織出身。2017年11月28日、コパ・デル・レイのCFフエンラブラダ戦でマテオ・コヴァチッチとの交代でトップチームデビュー。
2019年8月6日、SDウエスカと3年契約を結んだ。8月18日、UDラス・パルマス戦で移籍後初出場。
2020年1月31日、セグンダ・ディビシオンのCDルーゴにレンタル移籍。
2022年7月1日、ヘタフェCFに移籍し、3年契約を交わした。
2023年8月4日、レアル・オビエドへ1年契約で移籍した。